# James Colmer
James Colmer was een kleine groep Engelse warenhuizen gevestigd in West Country met zijn vlaggenschipwinkel aan Union Street in Bath, Somerset .

## Geschiedenis
James Butler Colmer werd omstreeks 1831 in Devon geboren en leerde het textielvak in Londen voordat hij zijn eigen bedrijf in Bath oprichtte. In 1853  trouwde hij met Frances Charlotte Jarvis en zij kregen vijf kinderen. Frances stierf in 1862. James trouwde het jaar daarop met zijn buurvrouw Lydia Gumbleton en samen kregen ze nog eens zeven kinderen. Ze verhuisden van Hampstead naar het westelijke deel van het land, waar James een kwakkelend textiel- en meubelbedrijf aan Union Street in Bath overnam.
James Colmer, opgericht in 1870, werd een succesvol bedrijf. De aanvankelijke handel in textiel en meubelen werd al snel uitgebreid met extra panden voor de verkoop van luxe goederen, draaiwerk en speelgoed. De winkel van Colmer werd een van de belangrijkste in Bath, naast de belangrijkste concurrenten van Jolly & Son en Evans & Owen. James Butler Colmer stierf in 1897. Zijn zoon James Henry Colmer nam het bedrijf over en werd algemeen directeur.
In 1914 werd een nieuwe winkelpui toegevoegd die een eenheid maakte van gevel van het warenhuis aan Union Street. In 1920 werd James Henry Colmer burgemeester van Bath. De winkel werd in de jaren dertig volledig verbouwd en verder uitgebreid. Tijdens de Tweede Wereldoorlog liep de winkel alleen schade van granaatscherven op.
Na de oorlog groeide het bedrijf met de overname van bestaande warenhuizen in Bristol (voorheen W. Morgan), Weston-Super-Mare (voorheen B.T. Butter) , Taunton (voorheen Clements & Brown) en West Penwith (voorheen Morgans). Het warenhuis in Bath werd opnieuw uitgebreid met twee nieuwe verkoopvloeren.
In 1973 werd het bedrijf gekocht door de in Liverpool gevestigde warenhuisgroep Owen Owen, na een gevecht met collega-warenhuisgroep Hide & Co. De naam James Colmer werd vervangen door die van het moederbedrijf. In 1975 werd het pand aan Union Street geclassificeerd als Grade-II-monument. 